# シューレスジョー (お笑い芸人)
シューレスジョー（1975年1月18日 - ）は、日本のピン芸人。本名、飛山 茂人。
神奈川県綾瀬市出身。吉本興業東京本社（東京吉本）所属。青山学院大学国際政治経済学部卒。血液型O型。

## 略歴
- 27歳でNSC入り。東京NSC8期生。同期はジョイマン、若月、こりゃめでてーな、キャベツ確認中、スリムクラブなど。NSC時代に1週間だけ18歳の相方とコンビを組んでいたことがある。
- 『とんねるずのみなさんのおかげでした』（フジテレビ）のコーナー「博士と助手〜細かすぎて伝わらないモノマネ選手権〜」で、同局の番組『情報プレゼンター とくダネ!』のキャスター・小倉智昭のモノマネを披露し知名度を得る。元々は綾部祐二（ピース）から、「オマエの声って小倉さんに似てるわ。ちょっと練習したら、モノマネできるんじゃない？」と言われたのがきっかけで練習するようになった。
- 大学時代は軟式野球部に所属。青年海外協力隊として、アフリカのジンバブエに野球を教えるため2年半赴任していた経験をもち、シューレスジョーという芸名はこのことに由来する。赴任の間にジンバブエ語やジンバブエの伝統であるムバエという楽器も習得しており、特技として披露することがある。またジンバブエから帰国した頃には、300万円の貯金がたまっていたという。
- 後輩であるピン芸人水上拓郎と仲が良い。
- 「トビちゃんボール」という物凄いカーブを投げることが出来るらしい。
- TOEICで945点を記録したことがある。
- 2007年M-1グランプリにオコチャとコンビを組み「クリスタル」として出場。
- 2008年M-1グランプリにオコチャ、とっしー、ピクニックらと共に「大江戸まさるさとしゆうじたけし」として出場。
- 2013年福田転球ほかとマサ子の間男を結成。

## 出演

### 番組
- とんねるずのみなさんのおかげでした（フジテレビ）「博士と助手〜細かすぎて伝わらないモノマネ選手権〜」第6回〜第10回
- 本番で〜す!（テレビ東京、2007年11月24日）
- ハロー!モーニング。（テレビ東京）
- エンタの天使（日本テレビ） - キャッチコピーは「裏切りの技口派」
- フジケン（EXエンタテイメント）
- キンコンヒルズ（テレビ東京、2008年6月5日）
- 音笑!MMM（日本テレビ、2008年10月7日）
- よしもとモノマネGP（毎日放送、2009年2月21日）
- プライスクイズ マネーハンター（フジテレビ、2009年10月3日）
- 億万笑者!〜S-1バトルへの道〜（日本テレビ、2009年10月6日）
- 新春大売出し!さんまのまんま（フジテレビ、2010年1月3日）
- 笑う妖精（テレビ朝日、2010年2月21日）
- オリエンタルラジオのマンガの日（ヤフー、2010年3月5日）
- お笑いアフタドゥーン（テレビ朝日、2010年3月13日）
- U・LA・LA@7（TOKYO MX、2010年5月11日） - 「よしもとうららちゃん」コーナー
- 示談交渉人 ゴタ消し（読売テレビ、2011年2月3日） - キャバクラの客
- 慰謝料弁護士〜あなたの涙、お金に変えましょう〜（読売テレビ、2014年3月20日） - 店員
- 金曜ロードSHOW!特別ドラマ企画「天才バカボン2」（日本テレビ、2017年1月6日）
- 有田ジェネレーション 売れっ子芸人が推薦！激推しグランプリ（TBSテレビ、2017年3月23日）

### 映画
- 闇金ドッグス5（2017年）

### 神保町花月
- クリープ （2007年7月28日 - 8月3日）
- ミセス・ダディー (2008年3月25日 - 3月30日)
- 恋の身代金 (2008年6月24日 - 6月29日)
- あい LOVE ゆう(2008年9月23日 - 9月28日)
- 三十路少年 (2008年12月16日 - 12月21日)
- マッチ売りの少女のマッチを盗んだ男 (2009年4月8日 - 4月12日)
- ディグ！ (2009年6月9日 - 6月14日)
- いきるきっかけ (2009年7月28日 - 8月2日)
- 願わくば、幸せに (2009年11月11日 - 11月16日)
- 誰なんだ (2010年1月19日 - 1月23日)
- 本番、行きます！ （2010年3月16日 - 3月19日、3月21日）
- 穴 （2010年5月18日 - 5月23日）※主演
- 野菜とキュウリとごめんなさい (2010年8月10日 - 8月15日)
- 御芝居 （2010年8月22日 - 27日）
- たましい屋さん (2010年9月16日 - 9月18日、9月20日)
- 【チャレンジ公演】ＸＸＸＸＸＸ （2010年11月27日 - 28日）※主演
- BIRD THE HAT vs キュウリ〜虹色のピリオド〜 (2011年2月16日 - 2月21日)
- POLI袋 (2011年3月7日 - 3月12日)
- 4〜four〜 (2011年7月6日 - 7月12日)
- ガスフィンチvol.1「アダム」 （2011年7月20日 - 7月24日）
- 珈琲ヒッチハイクガイド （2011年10月18日 - 10月22日）
- 今宵、 (2011年11月15日 - 11月20日) ※11月16日ゲスト出演
- 【チャレンジ公演】漆黒のJOE （2012年1月20日、22日）※主演
- 俺を旅して #1 今日を旅する （2012年4月25日 - 28日、30日）
- 俺を旅して #2 過去を旅する （2012年5月22日 - 5月27日）
- 俺を旅して #3 未来を旅する （2012年6月12日 - 6月17日）
- ハッピーネガティブ・ボーイフル (2012年7月24日 - 7月29日)
- イン・マイ・ハート (2012年8月6日 - 8月12日) ※主演
- マイ・ソウル・パートナー (2012年10月16日 - 10月21日) ※主演
- サカサマ島綺譚〜奇抜探偵・四条司の静謐なる思考〜 （2013年3月6日 - 3月12日）
- 心を亡くす忘れる （2013年5月15日、5月17日 - 5月21日）
- SASUKE (2013年6月25日、6月26日、6月28日 - 6月30日)
- ピクニック (2013年8月20日 - 8月23日、8月25日 - 8月26日)
- オカマーズ９ (2013年10月8日 - 10月14日)
- チルドレン (2013年12月5日 - 12月9日)
- 喫茶クロネコ （2014年1月28日 - 2月2日）※主演
- ピラミッドだぁ！ (2014年2月4日 - 2月11日)
- のぼせもんたち (2014年3月13 - 3月17日)
- 時代に流されろ！ (2014年5月3 - 5月6日)
- 悪党たちの甘い生活 (2014年6月3 - 6月7日)
- 生武運 〜SEVEN〜 (2014年7月1日 - 7月6日)
- まとめルドキャスト 〜えんジルドキャスト名作選〜 (2014年7月31日 - 8月3日) ※8月1日 - 8月3日ゲスト出演
- 斜本〜しゃほん〜 (2014年10月31日 - 11月5日)※主演
- 題名のない神保町花月 (2014年11月13日 - 11月15日、11月17日 - 11月18日) ※11月15日ゲスト出演
- 最高から二番目の聖夜(クリスマス) (2014年12月19日 - 12月23日)
- 本番いきます！（2015年1月31日 - 2月4日）
- オトメノイノリ (2015年3月21日 - 3月23日、3月25日 - 3月26日)
- 伊藤真奈美＆藤田記子〜女のグチャグチャ〜 (2015年4月4日 - 4月5日)※ゲスト出演
- サイレントキャスター（2015年5月5日 - 5月10日）
- 福田転球特別企画公演「彼女の履歴書」（2015年6月16日 - 6月20日）
- 400回記念公演「ナツテール」（2015年7月14日 - 7月19日）
- 月を越えて〜オーバー・ザ・タブー〜（2015年12月21日 - 12月25日）
- 神保町花月10周年記念公演「1010愛して（じゅうじゅうあいして）」（2017年7月5日 - 7月9日）
- 10年計画ボーイズ2018 後編～ポチ袋のエクスタシー～（2018年1月5日 - 1月7日）※7日ゲスト出演
- 明日も、きみのため（2018年9月17日）
- アクティブリーディング『それから』（2019年1月25日 - 1月27日）
- ピクとジョー特別本公演「白と黒 他一篇」（2019年7月19日 - 7月21日）
- 河童の水際（2019年9月20日 - 9月22日）

### 舞台
- 「愛の賛歌2009〜その男の愛を見て僕は嘘臭くなる〜」（カリカ家城 脚本） (2009年3月23日 - 3月25日) 神父 役
- 「桃天紅」 (中島らも 作・中島さなえ 脚本・山内圭哉 演出) (2011年4月15日 - 4月24日、4月30日 - 5月1日)
- 「〜二人芝居番外編〜 転球劇場＜平田敦子 【Newチャーリー】」 (2011年9月2日 - 9月4日)
- ナカミチ円陣 第1回公演 「三人獅子舞〜あなたは必要ない人」（福田転球　作・演出）（2013年1月17日 - 20日）
- 「劇場版マサ子の間男〜ある小男の一生〜」 (2013年3月11日)
- マサ子の間男 PRESENTS 歌喜劇『おしりと御飯』 (2013年7月24日 - 7月25日、8月2日 - 8月4日)
- 僕の劇団第1回旗揚げ公演 僕の劇団×SUPEREYE「下描きの世界」（2013年9月24日 - 9月27日）
- マサ子の間男の “俺がやる！”『超人類』 (2013年12月29日 - 30日)
- マサ子の間男 PRESENTS 『歌喜劇 あなたと轍』 (2014年4月3日 - 4月5日、4月7日 - 4月9日)
- マサ子の間男 PRESENTS 『歌喜劇 おかわりさん』 (2014年9月12日 - 9月15日)
- マサ子の間男番外編スピンオフ公演『人間万博』 (2014年12月29日)
- 悪い奴ほどよく眠る４愛・おぼえていますか（西島巧輔 脚本）（2015年1月28日）
- マサ子の間男 PRESENTS『歌喜劇 ａ ｒｉｖｅｒ』(2015年2月18日 - 2月22日)
- マサ子の間男 presents『虹が丘パール商店街あじさい祭り(雨天決行)』（2015年6月25日 - 6月28日）
- スピンオフ年末年忘れ企画『超熟ジャンボリー2015』（2015年12月27日）
- 「歌喜劇 市場三郎 ～温泉宿の恋」(2016年4月22日 - 5月8日、東京グローブ座 / 5月13日 - 15日、シアター・ドラマシティ)
- マサ子の間男の歌喜劇『清心』（2016年11月10日 - 11月13日）
- トライヲンズ第二回公演「とても精鋭な男たち」（2017年1月25日 - 1月30日）
- 僕の劇団 produce by Rave Amenity『美園オンリーノウズ』（2017年4月19日 - 4月23日）
- 鯛プロジェクト 第2回公演「愛なき世界のスイート・ツイート」（2018年5月2日 - 6日）
- 「歌喜劇 / 市場三郎～グアムの恋」（2018年11月7日 - 12月2日、東京グローブ座 / 12月7日 - 10日、シアター・ドラマシティ）
- 「歌喜劇 / 〜蘇る市場三郎 冥土の恋〜」（2025年6月30日 - 7月27日、東京グローブ座 / 8月1日 - 10日、京都劇場）[1]
- 音楽劇『謎解きはディナーのあとで』（2025年9月9日 - 23日〈予定〉、日本青年館ホール / 9月27日 - 10月1日〈予定〉、SkyシアターMBS）[2]

### 単独ライブ
- グラインドハウス ピン単独〜はいじぃ＆永井佑一郎＆ピクニック＆シューレスジョー〜 （2009年5月10日）
- グラインドハウス ピン単独〜はいじぃ＆永井佑一郎＆ピクニック＆シューレスジョー〜 （2009年12月23日）
- シューレスジョー単独ライブ『遠吠えシアター』 （2011年9月25日）
- 神保町花月ライブコンペ『人体実験ジョー』（2012年8月10日）
- シューレスジョー単独ライブ『待ちぼうけ日和』（2012年9月7日）
- シューレスジョーソロ公演stage.01『標べ星（シルベスタ）』（2016年7月29日 - 7月31日）
- シューレスジョーソロ公演stage.02『凪飛沫（ナギシブキ）』（2017年10月20日 - 10月22日）
- シューレスジョーソロ公演stage.03『想草子（ソウゾウシ）』（2018年8月17日 - 8月19日）

### 現行ライブ
- 大喜利結社　黒のペン（月一開催の大喜利ライブ。レギュラーメンバー[3]＋ゲスト2名。）
- ピクとジョー（ピン芸人ピクニックとの隔月開催のライブ。[4]）
- 個人プレイ (不定期開催の一人寸劇公演)
- ゲストにむりやりネタ見せて、なかったことのようにそのあとトーク（不定期開催の新ネタ＋ゲストトークライブ。毎回芸人一組、俳優一組をゲストに迎える。）

### 過去ライブ
- あんぜんピン（月一回開催のピン芸人達[5]によるお笑いライブ。ネタ編とコーナー編を交互に行っていた。）
- ぜっぴん（月一回開催のピン芸人達のネタバトルライブ。2014年6月に終了。）

### DVD
- 「ルミネtheよしもと 業界イチの青田買い2008夏」（2008年）
- 「ルミネtheよしもと〜業界イチの青田買い2010 SPECIAL〜」 (2010年)
- 「平成ノブシコブシ初単独ライブDVD 御コント〜今宵の主役はどっちだ〜」（2010年）
- 「平成ノブシコブシ単独ライブ 御コント〜徳井健太が滅！〜」（2012年）

### その他
- ぬくもり横丁（ピクニック、シューレスジョーによるインターネットラジオ[6]。どんな些細なぬくもりも感じ取るため、二人が全裸でパーソナリティを勤めている。）